# 茶色の服の男
『茶色の服の男』（ちゃいろのふくのおとこ、原題：The Man in the Brown Suit）は、1924年にイギリスの小説家アガサ・クリスティが発表した4作目の長編推理小説。
レイス大佐初登場作品である。

## 解説
本作品は、アン・ベディングフェルドの手記とサー・ユースタス・ペドラーの日記で構成され、2人の語り手によりストーリーが進行する形式となっている。基本は冒険ミステリだが、最も有名な某作品のトリックを先取りして試している点で、謎解き小説としても注目される作品である。このトリックの先取りは、ディクスン・カーによりEQMM誌の書評欄で指摘されている。
作者は33歳のときに大英帝国博覧会の宣伝使節の夫に同行して世界一周旅行をしており、主人公のアンの旅行の描写はその経験を基に描かれている。

## あらすじ
考古学者の父を亡くしたアン・ベディングフェルドは、仕事が見つかるまでという条件で弁護士のフレミング夫妻に引き取られてロンドンに来た。1月初めのある日、職探しをするアンは、地下鉄ホームの端でナフタリンの臭いをオーバーから発散させた男が、アンの背後にいた人物に驚き恐れたかのように顔を引きつらせて後ずさりし、線路上に転落して感電死するのを目撃した。男の死を確認した医者を名乗る茶色の服を着た男が立ち去る際、紙切れを落としていった。ナフタリンの臭いが染みついたその紙切れには「1 7・1 22　Kilmorden Castle」と暗号のようなものが記されていた。
アンは翌朝、死んだ男（後日、検死審問でL・B・カートンという名前が判明する）のポケットから下院議員のサー・ユースタス・ペドラーの持ち家であるマーロウのミル・ハウスへの紹介状が入っていたこと、その家の2階の1室で外国人と思われる若い美人の絞殺死体が発見されたこと、その家には「茶色の服を着た男」も見に来ていたことを新聞記事で知る。
興味にかられたアンは、暗号の手紙に記されていた「Kilmorden Castle」がケープタウンに向かう客船「キルモーデン・キャッスル」であることを知ると、事件の謎を解くために父親が遺してくれた全財産を投げ打って切符を買い、単身南アフリカ行きの船に飛び乗った。偶然にもその船にはサー・ユースタス・ペドラーも乗船していた。
ペドラーの秘書のパジェットとチチェスター牧師と17号室を争い部屋を勝ち取ったアンは、暗号の「1 7・1 22」が「17号室 1時 22日」と考え、部屋で22日1時を待つ。すると1時に「助けてくれ。追われている。」と言いながら肩を刺された男が部屋に飛び込んできた。陽焼けした顔の頬に傷跡を走らせ、危険な香りのするその男は、アンに介抱されたあと、今夜のことは誰にも言わないようにと口止めして立ち去る。アンはその男をひとまず除外して、監視の必要がある人物を3人に絞る。1人はサー・ユースタス・ペドラー、アンと17号室を争ったペドラーの秘書のパジェットとチチェスター牧師が残る2人で、前者は不吉な容貌をしており、後者はにせの牧師のようだった。
あと1週間で南アフリカに着こうという頃、アンたちは諜報機関の所属ではないかと噂されているレイス大佐から、戦争の直前に南アフリカで起きたダイヤモンド盗難事件の話を聞く。鉱山王のサー・ローレンス・アーズリーの息子のジョン・アーズリーとその友人のハリー・ルーカスが、南米でかなり大きなダイヤモンドの原石を見つけ、鑑定のためにキンバリーを訪れたところ、ちょうどその頃起きたダイヤモンド盗難事件の嫌疑がかけられ、ジョンは逮捕される。サー・ローレンスが盗まれたダイヤに相当する金額を払ったため、ダイヤの行方が分からぬままジョンは釈放され、軍隊に入り戦場で戦死する。そしてサー・ローレンスは遺言状を残さずに心臓発作で死に、莫大な遺産が最も近い血縁者、すなわちレイス大佐に譲られたという。そのときアンは、頬に傷跡のある男が青ざめた表情をしているのを見かけ、ペドラーから船に乗る直前に新しく雇った秘書のレイバーンだと聞く。
仮装舞踏会の晩、アンは親しくなった社交界の花形のブレア夫人（スーザン）にこれまでの経緯をすべて打ち明け、例の暗号の数字は「1 7・1 22」ではなく「1 71 22」、すなわち「1時 71号室 22日」で、スーザンの船室である71号室に何かが起こるというものであったことに思い至る。この71号室はミセズ・グレイの名前で予約されていたもので、その名前はロシアの有名な美人ダンサーのマダム・ナディナの変名であった。スーザンがレイス大佐から聞いた話では、彼女は強力な国際犯罪組織の手先の1人で、組織の首謀は悪魔のようにずるがしこい人物で「大佐」と呼ばれているらしい。
その話を聞いたアンは、マーロウのミル・ハウスで殺された若い美人の外国人がナディアで、そのため乗船できなかったのだと思い至る。22日の1時に71号室には通風孔から写真のフィルムが投げ入れられており、スーザンは失くしたフィルムを給仕が届けに来たものだと思っていたが、調べてみるとそのフィルムの容器の中にはダイヤモンドの原石が入っていた。アンは、それがレイス大佐の話に出ていた行方不明のダイヤモンドの一部だと思い至る。
スーザンは、「茶色の服を着た男」がレイバーンで、駅で死んだカートンがナディアにダイヤモンドを渡そうとしていた、それをレイバーンがダイヤを手に入れようとしてカートンから暗号の紙切れを手に入れ、そのあとナディアを殺し、ペドラーに働きかけて秘書として船に乗り込んでイギリスを脱出するとともに22日1時に17号室に入ろうとした、そこをにせの牧師のチチェスターに刺されたのだと推理する。しかし、レイバーンに惹かれていたアンは、「茶色の服を着た男」がレイバーンであることは認めるものの、殺人については無実を主張する。
翌朝、アンはレイス大佐から、死んだジョン・アーズリーとその友人のハリー・ルーカスが戦争で負傷し行方不明になっていることを聞く。さらに夜勤の給仕から、ケープタウンからイギリスに向かう船旅の乗客からフィルムを預かり、ケープタウンに戻る1月22日午前1時に婦人客のいる71号室の寝台の上にフィルムを落とすように頼まれたこと、その乗客がカートンであったことを聞き出し、ダイヤモンドについてのスーザンの推理が正しかったことを確認する。
船旅の最後の夜、アンはパジェットにかまをかけ、彼がミル・ハウスの事件があったときにマーロウにいたことを知る。アンは今後の作戦として、スーザンにローデシアに向かうペドラーに付いて行き彼とパジェットを見張っているように頼み、アンはダーバンに向かうチチェスターの後を追うことにする。その真夜中、アンが寝付けずに甲板にあがっていると、何者かが彼女の首を絞めながら海に落とそうとしたところにレイバーンが駆けつけて、その襲撃者を殴り倒して彼女を救った。逃げる襲撃者を追うレイバーンの後を追ってアンが駆けつけたところ、食堂の入口に何者かに殴られたパジェットが倒れていた。アンは側にいたレイバーンに、本当の名前はルーカスであり、また「茶色の服を着た男」で、さらにマーロウの女を殺したのだろうと指摘すると、彼は女を殺す気持ちがあったことを認め、パジェットをそのままにしてその場は別れる。
翌早朝、ケープタウンの街並みを目前に甲板に立つアンにレイバーンは、連中はアンが何かを知っていると思い込んでおり、前夜の襲撃もあり既に危険にさらされており、常に危険に目を光らせるよう警告する。そして2度と会うことはないだろうと言って別れる。ケープタウンに上陸後、スーザンの宿泊するホテルで彼女に会ったアンは、パジェットが眼の周りに痣をこしらえていることを聞き、彼に海に投げ落とされそうになったことを告げる。
ダーバン行きの船は翌朝出航のため時間の空いたアンは、アンの父を尊敬していたという博物館の館長からの手紙を受け、ミューゼンバーグの別荘でお茶に招待したいとの申し出に応じて別荘に向かったところ、待ち構えていたのは一見してオランダ人と分かる焔のようなオレンジ色の顎ひげをした男であった。アンは敵の罠にかかったのだった。

## 登場人物
- アン・ベディングフェルド - 考古学者の娘。
- マダム・ナディナ - ロシアの踊り子。
- L・B・カートン - 地下鉄で死んだ男。
- サー・ユースタス・ペドラー - ミル・ハウスの所有者。下院議員。
- ガイ・パジェット - ユースタスの秘書。陰気で不吉な容貌をしている。
- ハリー・レイバーン - ユースタスの秘書。頬に傷跡がある。
- ミス・ペティグルー - ユースタスの秘書
- ナスビー卿 - 『デイリー・バジェット』の社主。
- クラレンス・ブレア夫人（スーザン） - 社交界の花形。
- レイス - 大佐。
- エドワード・チチェスター - 宣教師。
- サー・ローレンス・アーズリー - 南アフリカの鉱山王。
- ジョン・アーズリー - ローレンスの息子。
- ハリー・ルーカス - ジョンの親友。
- 「大佐」 -  ？
- 「茶色の服の男」 - ？

## 補足
- 作者長編作品中で、主犯が生きたまま自らの手で逃げおおせることに成功しているのは、『なぜ、エヴァンズに頼まなかったのか?』と本作のみである[注 1]。

## 出版
| 題名             | 出版社     | 文庫名                          | 訳者       | 巻末                           | カバーデザイン  | 初版年月日   | ページ数 | ISBN              | 備考 |
| ---------------- | ---------- | ------------------------------- | ---------- | ------------------------------ | --------------- | ------------ | -------- | ----------------- | ---- |
| 茶色の服の男     | 早川書房   | ハヤカワ・ポケット・ミステリ265 | 桑原千恵子 |                                |                 | 1956年       | 253      |                   | 絶版 |
| 茶色の服を着た男 | 角川書店   | 角川文庫赤502－5                | 赤冬子     |                                | 上原徹          | 1964年       | 330      |                   | 絶版 |
| 茶色の服を着た男 | 東京創元社 | 創元推理文庫 105-21             | 向後英一   |                                |                 | 1967年       | 369      | 978-4488105211    | 絶版 |
| 茶色の服の男     | 早川書房   | ハヤカワ・ミステリ文庫1-68      | 中村能三   | 数藤康雄「冒険家クリスティー」 | 真鍋博          | 1982年       | 342      | 4-15-070068-0     | 絶版 |
| 茶色の服の男     | 早川書房   | クリスティー文庫72              | 中村能三   | 解説 村上貴史                  | Hayakawa Design | 2004年       | 442      | 978-4-15-130072-1 | 絶版 |
| 茶色の服の男     | 早川書房   | クリスティー文庫72              | 深町眞理子 | 解説 村上貴史                  |                 | 2011年4月5日 | 528      | 978-4-15-131072-0 |      |

児童書
| 題名         | 出版社   | 文庫名                              | 訳者       | 巻末 | カバーデザイン         | 初版年月日    | ページ数 | ISBN              | 備考 |
| ------------ | -------- | ----------------------------------- | ---------- | ---- | ---------------------- | ------------- | -------- | ----------------- | ---- |
| 茶色の服の男 | 集英社   | ジュニア版世界の推理13              | 塩谷太郎   |      | イラスト:斎藤寿夫      | 1972年        | 211      |                   | 絶版 |
| 茶色の服の男 | 早川書房 | クリスティー・ジュニア・ミステリ 10 | 深町眞理子 |      | イラスト:モリタ ケンゴ | 2008年8月25日 | 430      | 978-4-15-208946-5 | 絶版 |
| 茶色の服の男 | 早川書房 | ハヤカワ・ジュニア・ミステリ 10     | 深町眞理子 |      |                        | 2020年8月26日 | 440      | 978-4-15-209930-3 |      |

## 映像化作品
- 本作は、1988年に『アガサ・クリスティ/殺しのブラウン・スーツ』というタイトルでテレビ映画化されており、ステファニー・ジンバリストがアンを演じた。